# Лайнел Хатц
Лайнел Хац (англ. Lionel Hutz) — вымышленный второстепенный персонаж мультсериала «Симпсоны», озвученый Филом Хартманом. Хотя больше всего он известен как адвокат, Лайнел также работал: няней, телохранителем, нелицензированым биографом, агентом по продаже недвижимости, сапожником и, возможно, наркоторговцем. Впервые Лайнел Хац появился в эпизоде «Bart Gets Hit by a Car», а последнее появление в сериале со словами было в эпизоде «Reality Bites».
Он неоднократно нанимался Симпсонами в качестве адвоката. Его контора находится в Спрингфилдском гипермаркете и называется «Я не могу поверить, что это адвокатская фирма!». Он часто пытается завлечь потенциальных клиентов бесплатными подарками, в том числе «курящей обезьяной» и визитной карточкой, которая превращается в губку, если её намочить.
Хац является некомпетентным адвокатом и вообще малоприятным субъектом. Например, в эпизоде «Marge in Chains» он так описывает Мардж свою автоаварию: «…Я вроде переехал его собаку, замените „вроде“ на „неоднократно“, а „собаку“ — на „сына“».
Хац — выздоравливающий алкоголик, в том же эпизоде «Marge in Chains» он поспешно покинул зал судебных заседаний после того, как ему в руки попала бутылка бурбона. Из той же серии мы узнаем, что Хац хорошо знаком с Бингом Кросби.
Лайнел Хац выиграл, как минимум, два дела, защищая интересы семьи Симпсонов, например, дело Гомера Симпсона против Горацио МакКалистера и лозунга его ресторана «Копчёный Голландец» — «Съешьте сколько влезет». Пока Синеволосый Адвокат безуспешно пытался доказать, что Гомер съел гораздо больше, чем обещано в рекламе, Хац вызвал Мардж для дачи показаний и попросил рассказать о том, что произошло после того, как их выгнали из ресторана. Капитану МакКалистеру после этого ничего не оставалось, кроме как заключить с Гомером мировое соглашение на взаимовыгодных условиях. Лайнел Хац выиграл процесс, потому что присяжными были чрезвычайно полные люди.
Другое дело, выигранное им — дело о признании авторства. Барт выяснил, что настоящий создатель Щекотки и Царапки — бродяга по имени Честер Джей Лэмпвик. Роджеру Майерсу-младшему пришлось выплатить потерпевшей стороне 800 миллионов долларов, что привело к закрытию студии (ненадолго).
После всех неудач, постигнувших его в качестве юриста, Лайнел Хац в эпизоде «Realty Bites» решил заняться недвижимостью. Он  женат на Сельме Бувье Тервиллигер Хац МакКлюр Стю Симпсон, однако эта сюжетная линия не была показана в мультсериале. Когда Гомер нанял его присматривать за детьми, он представился как Мигель Санчес (исп. Miguel Sanchez) из-за некой неприятности, побудившей его изменить идентичность. В некоторых случаях он использует псевдоним Доктор Нгуен Ван Тхог (вьет. Nguyen Van Phuoc).
Этот персонаж почти не появляется в эпизодах с 1998 года, со времени смерти озвучивающего его актёра Фила Хартмана, так же как и другой озвученный им персонаж Трой МакКлюр. С этих пор семья Симпсонов нанимает в качестве адвоката других людей. Например, в эпизоде «Sweets and Sour Marge» в суде их представлял Гил, в других случаях семья пользовалась услугами Синеволосого Адвоката. Лайнел Хац всё ещё появляется во флешбеках и в качестве статиста, его также можно видеть в массовках. В комиксах «Симпсоны» Лайнел Хац появляется регулярно, потому что комиксу голос актёра не нужен.

## Критика
Entertainment Weekly назвал Хаца в качестве одного из своих 15 любимых вымышленных телевизионных и кинематографических юристов.